# Cantiere Popolare
Cantiere Popolare è un partito politico italiano attivo principalmente in Sicilia, quale evoluzione de I Popolari di Italia Domani. 
È stato federato a livello nazionale a Il Popolo della Libertà, poi a Forza Italia, mentre attualmente agisce come componente regionale di Noi Moderati.

## Storia
La prima concreta proposta riguardante l'esperienza di "una costola italiana del Partito Popolare Europeo" si manifesta il 25 luglio 2011, precisamente durante un convegno che si svolge nella sala Capranichetta a Piazza Montecitorio, a Roma.
Obiettivo dell'iniziativa, secondo l'allora capogruppo di Popolo e Territorio Moffa, è  "recuperare un sistema di valori solido che sia da base dell'azione politica: famiglia tradizionale, territorio e autonomie locali, ideologia. Sembra utopistico, tuttavia il destino della democrazia è nel primato della politica".
Il 4 gennaio 2012, dopo una fase di dibattiti e riflessioni, viene annunciato il nuovo soggetto, al quale prendono parte i Popolari di Italia Domani di Francesco Saverio Romano,  Azione Popolare di Silvano Moffa, il Movimento Cristiano Lavoratori di Carlo Costalli ed il Patto Cristiano Esteso di Massimo Ripepi.
Il debutto avviene, inevitabilmente, in occasione delle elezioni amministrative del 6-7 maggio; a Palermo la scelta ricade sulla deputata regionale Maria Anna Caronia, candidata alla carica di sindaco e appoggiata anche da Amo Palermo, DC, UDEUR e Partito Tradizional Popolare - Noi Sud.
Negli altri comuni siciliani il Cantiere Popolare ottiene: il 7,14% ad Agrigento, l'8,72% a Barcellona Pozzo di Gotto, l'8,90% a Castelvetrano, il 9,03% a Sciacca, l'11,82% ad Aragona, il 12,58% ad Avola.
A Marsala con il 4,59% e a Cefalù con il 4,04% Cantiere Popolare non supera lo sbarramento.

### Regionali Siciliane del 2012
In occasione delle elezioni regionali in Sicilia, tenutesi il 28 e il 29 ottobre 2012, il partito sostiene il candidato presidente del centrodestra Nello Musumeci; alla fine raccoglierà il 5,85% dei consensi, riuscendo ad eleggere 5 deputati nell'Assemblea regionale siciliana.

### Elezioni politiche del 2013
In occasione delle elezioni politiche in Italia del 2013 il leader Romano sceglie di contribuire alla coalizione di centro-destra guidata da Silvio Berlusconi, provocando l'abbandono di Pippo Gianni.
In occasione delle elezioni politiche in Italia del 2013 Cantiere Popolare aderisce alla coalizione di centro-destra guidata da Silvio Berlusconi.
Cantiere Popolare presenta la propria lista al Senato soltanto in Sicilia, mentre alla Camera non presenta alcuna lista autonoma, candidando però il leader Francesco Saverio Romano nelle liste del PdL. La lista di Cantiere Popolare ottiene tuttavia solo lo 0,96% dei voti a livello regionale, non superando la soglia di sbarramento del 3% e non riuscendo così ad eleggere nessun senatore.
Vengono invece eletti nelle liste del PdL Francesco Saverio Romano alla Camera dei Deputati e Giuseppe Ruvolo al Senato della Repubblica.

### Fase successiva
A fine ottobre 2013 gli organismi dirigenti deliberano procedere con una federazione a Forza Italia, mantenendo però inalterata la loro autonomia a livello locale e strutturandosi ulteriormente, come dimostrato dalla partecipazione alle varie competizioni elettorali degli ultimi anni.
A dicembre 2015 Romano e Ruvolo prendono parte al gruppo parlamentare centrista Alleanza Liberalpopolare-Autonomie, nato per sostenere il governo Renzi, pur rimanendo sempre collocati nel centro-destra. Saverio Romano ne diverrà Capogruppo alla Camera.
Il 9 febbraio 2017 Giuseppe Ruvolo abbandona il partito e torna nell'Unione di Centro.
A Palermo nel 2017 il sostegno al candidato sindaco Fabrizio Ferrandelli è fruttato al partito il 4,2%.

### Successo alle Regionali, politiche con NcI ed europee con Forza Italia
Alle regionali siciliane del 5 novembre il partito si schiera a sostegno del candidato unitario della coalizione di centro-destra Nello Musumeci, presentandosi con la lista Popolari e Autonomisti che federa, oltre al Cantiere Popolare, anche il Movimento per le Autonomie dell'ex Presidente Raffaele Lombardo e Idea Sicilia di Roberto Lagalla.
La lista ottiene il 7,09% ed elegge sei deputati regionali, rispettivamente: 2 al Cantiere Popolare, 2 all'MpA e 2 ad Idea Sicilia.
Dopo aver lasciato ALA, il 19 dicembre Saverio Romano insieme a Raffaele Fitto (Direzione Italia), Enrico Costa e Maurizio Lupi (ex Alternativa Popolare), Enrico Zanetti (Scelta Civica) e Flavio Tosi (Fare!), partecipa a Noi con l'Italia, la "quarta gamba" della coalizione di centro-destra. Romano perderà la sfida nell’uninominale di Monreale contro l’avversario dei 5 Stelle e il partito non otterrà alcun eletto.
Alle elezioni europee del 2019 Romano si candida nella lista di Forza Italia per la Circoscrizione Italia insulare, raccogliendo 73.291 preferenze e risultando il primo dei non eletti dietro Silvio Berlusconi e Giuseppe Milazzo.
Nel frattempo Noi con l'Italia, lista elettorale a cui Cantiere Popolare aveva aderito alle elezioni 2018, si struttura come partito sotto la guida di Maurizio Lupi, dotandosi di uno statuto nel 2020. Tra i due partiti nasce un percorso di federazione, che culmina con la prima assemblea nazionale di Noi con l'Italia, tenutasi l’8 luglio 2021 a Roma, in cui vengono eletti rispettivamente Lupi come presidente e Romano come suo vice. L'11 dicembre 2021, in vista delle elezioni comunali palermitane e delle regionali siciliane fissate per l'anno seguente, viene organizzata presso il capoluogo siciliano una seconda assemblea nazionale, dal titolo "Noi per l'Italia. Noi per Palermo". In Sicilia le strutture dei due partiti coincidono, infatti i ruoli di coordinatore di Cantiere Popolare e di coordinatore regionale siciliano di Noi con l'Italia sono entrambi occupati da Massimo Dell'Utri. Cantiere Popolare si è quindi ridotto a tutti gli effetti a sezione regionale di Noi con l'Italia prima, e Noi Moderati dopo, analogamente a quanto accaduto in Campania al partito Alleanza di Centro di Francesco Pionati.

### Regionali del 2022 e comunali del 2023
Alle elezioni regionali in Sicilia del 2022 Cantiere Popolare si presenta nella liste di "Popolari e Autonomisti" che comprendono gli autonomisti dell'MPA di Raffaele Lombardo ma subiscono la forte concorrenza della Nuova DC di Salvatore Cuffaro, che ritorna in politica con le elezioni comunali di Palermo, per cui, nell'ambito di una lista trascinata dal consenso di Raffaele Lombardo, riportano un risultato modesto (6,8%) e nessun eletto, mentre Francesco Saverio Romano torna alla Camera dei Deputati, eletto nel collegio maggioritario di Bagheria con le bandiere del centrodestra.
In vista delle elezioni comunali siciliane del maggio 2023 Romano sigla un'intesa con la Democrazia Cristiana di Salvatore Cuffaro presentando il nuovo simbolo “Noi moderati – Democrazia Cristiana”.

## Ideologia
I suoi valori sono riconducibili al cristianesimo democratico e al regionalismo di matrice sturziana.

## Risultati elettorali
| Elezione                 | Elezione                 | Voti                               | %                                  | Seggi   |
| ------------------------ | ------------------------ | ---------------------------------- | ---------------------------------- | ------- |
| Regionali siciliane 2012 | Regionali siciliane 2012 | 112.169                            | 5,85                               | 4 / 90  |
| Politiche 2013           | Camera                   | Nel Popolo della Libertà           | Nel Popolo della Libertà           | 1 / 630 |
| Politiche 2013           | Senato                   | 21.685                             | 0,07                               | 1 / 321 |
| Regionali siciliane 2017 | Regionali siciliane 2017 | Nella lista Popolari e Autonomisti | Nella lista Popolari e Autonomisti | 2 / 70  |
| Politiche 2018           | Camera                   | Nella lista Noi con l'Italia - UDC | Nella lista Noi con l'Italia - UDC | 0 / 630 |
| Politiche 2018           | Senato                   | Nella lista Noi con l'Italia - UDC | Nella lista Noi con l'Italia - UDC | 0 / 321 |
| Politiche 2022           | Camera                   | Nella lista Noi Moderati           | Nella lista Noi Moderati           | 1 / 400 |
| Politiche 2022           | Senato                   | Nella lista Noi Moderati           | Nella lista Noi Moderati           | 0 / 200 |
| Regionali siciliane 2022 | Regionali siciliane 2022 | Nella lista Popolari e Autonomisti | Nella lista Popolari e Autonomisti | 0 / 70  |